# That's What I Like (Bruno Mars)
That's What I Like è un singolo del cantautore statunitense Bruno Mars, pubblicato il 30 gennaio 2017 come secondo estratto dal terzo album in studio 24K Magic.

## Tracce
Download digitale
1. That's What I Like – 3:26

Download digitale - Alan Walker Remix
1. That's What I Like (Alan Walker Remix) – 3:14

Download digitale - BLVK JVCK Remix
1. That's What I Like (BLVK JVCK Remix) – 3:45

Download digitale - Remix con Gucci Mane
1. That's What I Like (feat. Gucci Mane) (Remix) – 3:54

Download digitale - PartyNextDoor Remix
1. That's What I Like (PartyNextDoor Remix) – 3:26

## Classifiche

### Classifiche settimanali
| Classifica (2017-24) | Posizione massima |
| -------------------- | ----------------- |
| Argentina            | 11                |
| Australia            | 5                 |
| Austria              | 54                |
| Belgio (Fiandre)     | 3                 |
| Belgio (Vallonia)    | 8                 |
| Canada               | 3                 |
| Corea del Sud        | 7                 |
| Danimarca            | 18                |
| Filippine            | 2                 |
| Francia              | 50                |
| Germania             | 51                |
| Irlanda              | 20                |
| Israele              | 48                |
| Italia               | 34                |
| Norvegia             | 40                |
| Nuova Zelanda        | 4                 |
| Paesi Bassi          | 24                |
| Panama               | 168               |
| Regno Unito          | 12                |
| Spagna               | 34                |
| Stati Uniti          | 1                 |
| Svezia               | 51                |
| Svizzera             | 39                |
| Taiwan               | 13                |

### Classifiche di fine anno
| Classifica (2017) | Posizione |
| ----------------- | --------- |
| Argentina         | 24        |
| Australia         | 25        |
| Belgio (Fiandre)  | 24        |
| Belgio (Vallonia) | 50        |
| Brasile           | 64        |
| Canada            | 7         |
| Danimarca         | 67        |
| Francia           | 128       |
| Islanda           | 47        |
| Nuova Zelanda     | 5         |
| Paesi Bassi       | 76        |
| Perù              | 88        |
| Regno Unito       | 36        |
| Stati Uniti       | 3         |
| Ungheria          | 65        |

### Classifiche di fine decennio
| Classifica (2010-19) | Posizione |
| -------------------- | --------- |
| Stati Uniti          | 30        |

## Date di pubblicazione
| Paese                 | Data             | Formato                | Versione  | Nota   |
| --------------------- | ---------------- | ---------------------- | --------- | ------ |
| Stati Uniti d'America | 30 gennaio 2017  | Adult contemporary     | Originale | [ 58 ] |
| Stati Uniti d'America | 31 gennaio 2017  | Contemporary hit radio | Originale | [ 59 ] |
| Stati Uniti d'America | 31 gennaio 2017  | Rhythmic contemporary  | Originale | [ 60 ] |
| Regno Unito           | 24 febbraio 2017 | Contemporary hit radio | Originale | [ 61 ] |
| Italia                | 3 marzo 2017     | Contemporary hit radio | Originale | [ 62 ] |
| Mondo                 | 21 aprile 2017   | Download digitale      | Remix     | [ 63 ] |